# Lineville, Iowa
Lineville är en ort i Wayne County i Iowa. Vid 2010 års folkräkning hade Lineville 217 invånare.